# Pentaphragma lanuginosum
Pentaphragma lanuginosum är en tvåhjärtbladig växtart som beskrevs av Airy Shaw. Pentaphragma lanuginosum ingår i släktet Pentaphragma och familjen Pentaphragmataceae. Inga underarter finns listade i Catalogue of Life.